# Miconia cleefii
Miconia cleefii är en tvåhjärtbladig växtart som beskrevs av Antonio Lorenzo Uribe Uribe. Miconia cleefii ingår i släktet Miconia och familjen Melastomataceae.
Artens utbredningsområde är Colombia. Inga underarter finns listade i Catalogue of Life.